# Silberberg (Naturschutzgebiet, Enzkreis)
Silberberg ist ein mit Verordnung des Badischen Ministeriums des Kultus und Unterrichts (als höhere Naturschutzbehörde) vom 7. April 1941 ausgewiesenes Naturschutzgebiet mit der Nummer 2.018.

## Lage
Das Naturschutzgebiet befindet sich in den Naturräumen Obere Gäue und Schwarzwald-Randplatten. Es liegt etwa 500 Meter östlich von Mühlhausen an der Würm und 1000 Meter westlich von Heimsheim. Das Schutzgebiet umfasst den Süd- und West-Hang des 440 m ü. NHN hohen Silberbergs. Es ist Teil des FFH-Gebiets Nr. 7218-341 Calwer Heckengäu und grenzt im Norden an das Landschaftsschutzgebiet Tiefenbronn-Biet (Nr. 2.36.040).

## Schutzzweck
Der Halbtrockenrasen mit Orchideen und lockerem Kiefernbestand soll geschützt werden.

## Flora und Fauna
Der Kalkmagerrasen des Gebiets ist durchsetzt mit den Orchideenarten Ohnsporn, Mücken-Händelwurz, Bienen-Ragwurz, Helm-Knabenkraut und Weißes Waldvöglein. Aus der artenreichen Schmetterlingsfauna sind die gefährdeten Arten Magerrasen-Perlmuttfalter, Wachtelweizen-Scheckenfalter und Himmelblauer Bläuling hervorzuheben. Bei den Heuschreckenarten muss der gefährdete Warzenbeißer genannt werden.